# Jedničkový doplněk
Jedničkový doplněk (anglicky ones' complement) (též inverzní kód) binárního čísla je způsob reprezentace čísel se znaménkem, u něhož se záporná hodnota získá znegováním všech bitů v binární reprezentaci čísla (nahrazením nul jedničkami a naopak). Jedničkový doplněk čísla se v některých aritmetických operacích chová jako opačná hodnota původního čísla.
| Bity      | Hodnota bez znaménka | Hodnota jedničkového doplňku |
| --------- | -------------------- | ---------------------------- |
| 0111 1111 | 127                  | 127                          |
| 0111 1110 | 126                  | 126                          |
| 0000 0010 | 2                    | 2                            |
| 0000 0001 | 1                    | 1                            |
| 0000      | 0                    | 0                            |
| 1111 1111 | 255                  | −0                           |
| 1111 1110 | 254                  | −1                           |
| 1000 0010 | 130                  | −125                         |
| 1000 0001 | 129                  | −126                         |
| 1000 0000 | 128                  | −127                         |

## Výhody a nevýhody
Výhodou používání jedničkového doplňku pro zobrazení záporných čísel je snadné získání opačného čísla a symetrie zobrazeného číselného intervalu kolem nuly. Nevýhodami je existence dvojí nuly a komplikovanější provádění sčítání a odčítání (resp. to, že sčítání a odčítání se provádí jinak než u čísel bez znaménka).